# Haldenstein
Haldenstein é uma comuna da Suíça, no Cantão Grisões, com cerca de 909 habitantes. Estende-se por uma área de 18,55 km², de densidade populacional de 49 hab/km². Confina com as seguintes comunas: Coira (Chur), Felsberg, Pfäfers (SG), Trimmis, Untervaz.
A língua oficial nesta comuna é o Alemão.